# 錫達爾維斯塔 (加利福尼亞州)
錫達爾維斯塔（英語：Cedar Vista）是位於美國加利福尼亞州卡拉韋拉斯縣的一個非建制地區。該地的面積和人口皆未知。

## 地理
錫達爾維斯塔的座標為38°10′10″N 120°24′29″W / 38.16944°N 120.40806°W，而該地的平均海拔高度為1011米（即3317英尺）。